# Aeródromo Maspalomas - El Berriel
El Aeródromo Maspalomas - El Berriel, (OACI: GCLB) denominado así por el barranco homónimo en su cercanía, es un aeródromo privado español situado en el sur de Gran Canaria, en el municipio de San Bartolomé de Tirajana, Las Palmas, España. El aeródromo se emplaza en terrenos propiedad del Condado de la Vega Grande de Guadalupe, que en el año 1969 cedió un derecho de superficie por 50 años en favor del Real Aeroclub de Gran Canaria. Dicha entidad gestionó el campo de vuelo desde su inauguración el 13 de junio de 1970 hasta el año 2020. Desde entonces y hasta la actualidad el aeródromo es gestionado por la empresa Canavia Líneas Aéreas, S.L.U., además de ser usado por la empresa iJump Gran Canaria

## Infraestructura
El aeródromo tiene una pista de aterrizaje de asfalto de 800 × 20 m (metros), un puesto de radiofonía y zonas para repostar combustible.
Dispone de una zona de operaciones y oficinas. Además cuenta con tres hangares, sirviendo dos de ellos para almacenamiento de aeronaves, y el tercero como taller de reparación. Cuenta con servicios de repostaje de combustible JET A1, 100 LL y Gasolina SP98. También dispone de restaurante cafetería.

## Operadora y características
Desde el aeródromo de Maspalomas - El Berriel operan, entre otros, servicios aéreos de extinción de incendios del Gobierno de Canarias, ultraligeros, helicópteros, autogiros y aeronaves de ala fija, clubs de paracaidismo y la escuela de aviación Canavia Líneas Aéreas.
El aeródromo está situado junto al mar y junto al Karting y circuito de carreras de Maspalomas. Es un aeródromo no controlado, no tiene servicio de ATC. La frecuencia de comunicaciones es 122.700 MHz. Está dentro del CTR de Gran Canaria. El clima de El Berriel se caracteriza por unas precipitaciones escasas e irregulares, de menos de 100 mm (milímetros) de media anual, y una temperatura media anual de 23,5 °C (grados Celsius). El clima es cálido y seco, con vientos ligeros. Asimismo, debido a la escasez general de nubosidad, disfruta de un gran número de horas de sol al año, de tal forma que 259 días al año están despejados, haciendo del aeródromo un lugar ideal para volar durante todo el año.

## Historia del Douglas DC-7
En las inmediaciones se exhibe una reliquia de la aviación comercial pionera, el avión Douglas DC-7, primera aeronave en enlazar sin escalas las costas este y oeste de Estados Unidos. Estuvo volando desde 1965 en la desaparecida compañía de vuelos chárter Spantax, con la matrícula EC-BBT.
En marzo de 1979 Spantax donó este aparato al Real Aeroclub de Gran Canaria. Transportar dicho avión desde Gando (Aeropuerto de Gran Canaria) hasta el sur turístico constituyó una auténtica odisea. Primeramente, le quitaron los cuatro motores con el fin de agilizar el peso en su transporte marítimo, después lo llevaron a la playa de la Base Aérea de Gando, y allí le pusieron unos grandes flotadores en los planos y en la mayor parte de su fuselaje, y lo remolcaron hasta el aeródromo. La llegada del avión a El Berriel fue todo un acontecimiento. Una vez allí, lo trasladaron donde hoy está para su contemplación.
La emblemática aeronave se ha convertido con el paso de los años en referente por su visibilidad desde la carretera de acceso a la zona sur de la isla. En el año 2015, fue restaurado por Binter Canarias, que decoró la aeronave con la librea de la propia aerolínea. En 2022 se volvió a pintar el avión, utilizándose desde entonces como valla publicitaria de una empresa inmobiliaria.